# 코이푸이
코이푸이(스페인어: Collipulli)는 칠레 아라우카니아 주 마예코 현에 위치한 도시로 면적은 1,295.9km2, 높이는 243m, 인구는 23,321명(2012년 기준)이다. 도시가 설립된 시기는 1867년 11월 22일이다. 도시 이름은 마푸체 언어로 "색깔이 있는 땅"을 뜻한다.ㅓ 